# Ola Brunkert
Ola Brunkert (15. september 1946 – 16. marts 2008) var en svensk trommeslager, der især er kendt som ABBAs faste trommeslager på studieoptagelserne og turneer.
Ola Brunkert var en meget flittigt anvendt musiker på pladeindspilninger for en stribe svenske plader fra 1970'erne til op i 1990'erne. Ud over ABBA fik også musikere som Ted Gärdestad og Janne Schaffer glæde af Brunkerts trommespil, og han har derudover turneret med et danseorkester.
Ola Brunkert døde ved en ulykke i sit hjem på Mallorca.